# Robert Tom
Robert Tom là một cầu thủ bóng đá người Vanuatu thi đấu ở vị trí hậu vệ.